# Gihon

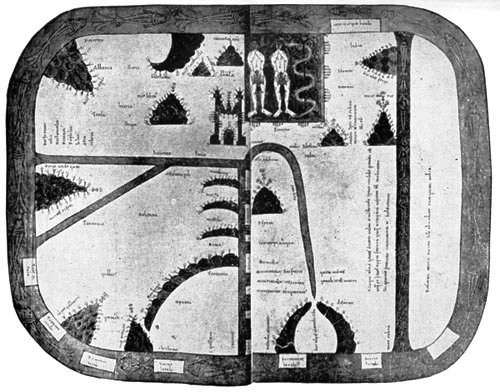
Hartă arabo-spaniolă din 1109 ce reprezintă Grădina Edenului

Gihon este numele celui de al doilea râul menționat în al doilea capitol al Cărții biblice Geneza. Gihon, împreună cu fluviile Tigru, Eufrat și Pison, sunt menționate ca înconjurând Grădina Edenului. Toate cele patru cursuri de apă apar dintr-un singur râul inițial.

## Ipoteze
Conform scrierilor biblice, Gihon înconjura toată „țara Cuș”, un nume asociat cu Etiopia în altă parte a Bibliei. Acesta este unul dintre motivele pentru care etiopienii au identificat mult timp Gihon cu Nilul Albastru, ce înconjura fostul regat Gojjam. Din punct de vedere geografic actual aceasta ar părea imposibil, deoarece două dintre celelalte râuri ce înconjoară Edenul, Tigru și Eufrat, sunt în Mesopotamia. Cu toate acestea, savantul Edward Ullendorff a argumentat în sprijinul acestei identificări. Un oraș mesopotamian care se potrivește cel mai bine descrierii se numeste Chis (derivat din Kush sau Cuș), situat într-o zonă de câmpie (în sumeriană: "Edin") și seamănă cu o regiune care este în mod repetat inundat de râurile Eufrat și Tigru.
În secolul al XIX-lea, oamenii de știință moderni au încercat să identifice Gihon cu Amudaria și țara Cuș cu Hindu Kush. În scrierile medievale islamice, Jayhun și Ceyhun, ce derivă din persana Jihon, corespunzând cu râul Amudaria.

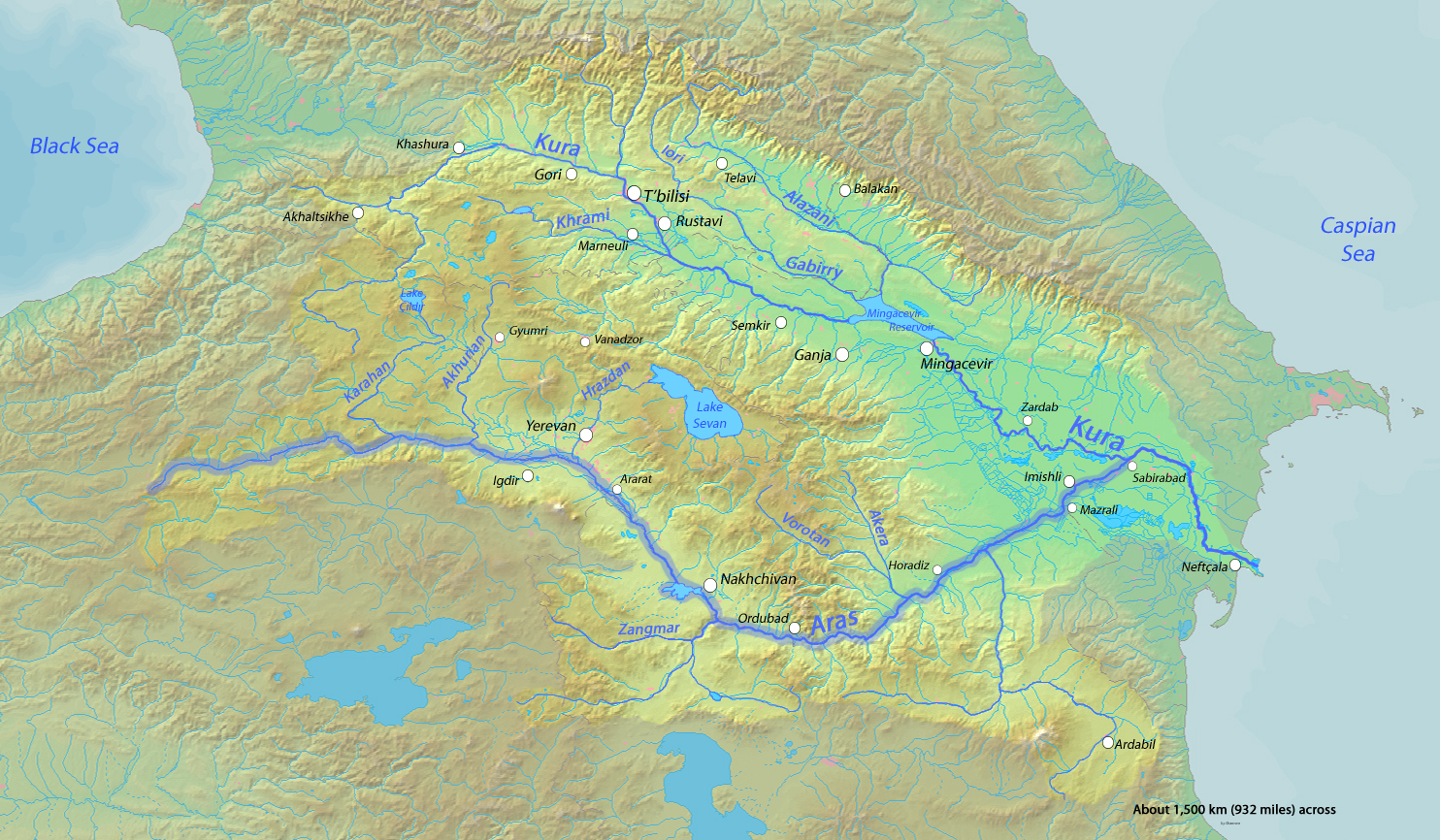
Cursul râului Aras

Gihon a fost, de asemenea, asociat cu Araxes (astăzi, Aras), un râu din Armenia. O altă idee propusă este faptul că râul Gihon nu mai există, sau și-a modificat în mod semnificativ cursul. Mulți savanți susțin că topografia zonei a fost modificată de către presupusele inundații ale lui Noe.
Alți cercetători sunt de părere că râul Gihon rămâne neidentificat, deoarece ideile geografice ale autorului Genezei, nu pot fi reconstruite și nu trebuie să se conformeze cu geografia reală așa cum este cunoscută astăzi.
Titus Flavius Josephus (37 – 100), un istoric evreu al secolului I, asocia râul Gihon cu Nilul.
Gihon este numele singurului izvor natural de apă în apropierea Ierusalimului (locul unde regele Solomon a fost uns de către preotul Țadoc  și profetul Natan). Cartea Dreptului se referă la "Marea Mare Gihon", despre care se crede că reprezintă Oceanul Atlantic.